# Wybory prezydenckie w Słowenii w 2007 roku
Wybory prezydenckie w Słowenii w 2007 roku odbyły się w dwóch turach 21 października i 11 listopada 2007. Do głosowania uprawnionych było 1,72 mln obywateli. W wyniku wyborów nowym prezydentem został Danilo Türk. Urzędujący od 2002 Janez Drnovšek nie ubiegał się o reelekcję.
Trzech głównych kandydatów startowało jako niezależni. Danila Türka poparły Demokratyczna Partia Emerytów Słowenii, Socjaldemokraci i Zares. Lojze Peterle otrzymał wsparcie Nowej Słowenii, Słoweńskiej Partii Demokratycznej i Słoweńskiej Partii Ludowej. Mitję Gaspariego popierała Liberalna Demokracja Słowenii.

## Wyniki wyborów
| Kandydat                 | Partia                 | 1. tura | 1. tura | 2. tura   | 2. tura |
| Kandydat                 | Partia                 | Głosy   | %       | Głosy     | %       |
| ------------------------ | ---------------------- | ------- | ------- | --------- | ------- |
| Lojze Peterle            | bezpartyjny            | 283 412 | 28,73   | 318 288   | 31,97   |
| Danilo Türk              | bezpartyjny            | 241 349 | 24,47   | 677 333   | 68,03   |
| Mitja Gaspari            | bezpartyjny            | 237 632 | 24,09   |           |         |
| Zmago Jelinčič Plemeniti | SNS                    | 188 951 | 19,16   |           |         |
| Darko Krajnc             | SMS                    | 21 526  | 2,18    |           |         |
| Elena Pečarič            | bezpartyjny            | 8830    | 0,90    |           |         |
| Monika Piberl            | GŽS                    | 4729    | 0,48    |           |         |
| Razem głosy ważne        | Razem głosy ważne      | 986 429 | 100,00  | 995 621   | 100,00  |
| Głosy nieważne i puste   | Głosy nieważne i puste | 5279    | –       | 9738      | –       |
| Głosy razem/frekwencja   | Głosy razem/frekwencja | 991 708 | 57,67   | 1 005 359 | 58,46   |